# Flemming Hansen
Flemming Hansen (ur. 9 sierpnia 1939 w Kopenhadze, zm. 30 kwietnia 2021) – duński polityk i przedsiębiorca, długoletni deputowany do Folketingetu, w latach 2001–2007 minister.

## Życiorys
Absolwent duńskich szkół handlowych. Pracował w branży handlowej, w latach 1974–2001 był dyrektorem sieci obuwniczej. Działacz Konserwatywnej Partii Ludowej. W 1984 po raz pierwszy uzyskał mandat posła do Folketingetu. Z powodzeniem ubiegał się o reelekcję w kolejnych wyborach w 1987, 1988, 1990, 1994, 1998, 2001 i 2005, zasiadając w duńskim parlamencie do 2007. W listopadzie 2001 został ministrem ds. ruchu drogowego w pierwszym rządzie Andersa Fogh Rasmussena, od czerwca 2002 odpowiadał w nim również za współpracę nordycką. Od lutego 2005 do września 2007 w drugim gabinecie tego premiera kierował resortem transportu i energii.
Ojciec polityka Nielsa Flemminga Hansena.